# Microlaimus macrolaimus
Microlaimus macrolaimus är en rundmaskart som beskrevs av Allgen 1947. Microlaimus macrolaimus ingår i släktet Microlaimus och familjen Microlaimidae. Inga underarter finns listade i Catalogue of Life.